# Söngvakeppni sjónvarpsins
Söngvakeppni sjónvarpsins är Islands uttagning till Eurovision Song Contest och produceras av det statliga isländska radio- och TV-bolaget Ríkisútvarpið. Den första uttagningen hölls 7 mars 1981, fem år innan Island först deltog i den europeiska tävlingen. Vinnaren har över tid antingen korats av jury, av tittarröster eller av en kombination av de två. 
De mest framgångsrika bidragen till och med 2021 var "All out of luck" med Selma Björnsdóttir 1999 och "Is it true?" med Jóhanna Guðrún Jónsdóttir 2009, där båda bidragen kom på en andraplats i Eurovision Song Contest.

## Vinnare
| År   | Titel på isländska  | Titel på engelska  | Upphovsman                                                                             | Artist                                      | Anmärkning                                                                  | Placering i ESC |
| ---- | ------------------- | ------------------ | -------------------------------------------------------------------------------------- | ------------------------------------------- | --------------------------------------------------------------------------- | --------------- |
| 2021 |                     | 10 Years           | Daði och Gagnamagnið                                                                   | Daði och Gagnamagnið                        | Ingen uttagning hölls, RÚV valde representant                               | 4               |
| 2020 | Gagnamagnið         | Think about things | Daði och Gagnamagnið                                                                   | Daði och Gagnamagnið                        | Ingen uttagning på grund av Coronaviruspandemin                             |                 |
| 2019 | Hatrið mun sigra    |                    | Hatari                                                                                 | Hatari                                      |                                                                             | 10              |
| 2018 | Heim                | Our Choice         | Þórunn Erna Clausen                                                                    | Ari Ólafsson                                |                                                                             | 19              |
| 2017 | Ég veit það         | Paper              | Svala Björgvinsdóttir, Einar Egilsson, Lester Mendez e Lily Elise                      | Svala Björgvinsdóttir                       |                                                                             | 15              |
| 2016 | Raddirnar           | Hear Them Calling  | Greta Salóme                                                                           | Greta Salóme                                |                                                                             | 14              |
| 2015 | Lítil skref         | Unbroken           | Ásgeir Orri Ásgeirsson, Pálmi Ragnar Ásgeirsson, Sæþór Kristjánsson, María Ólafsdóttir | María Ólafsdóttir                           |                                                                             | 15              |
| 2014 | Enga fordóma        | No Prejudice       | Heiðar Örn Kristjánsson, Haraldur F. Gíslason                                          | Pollapönk                                   |                                                                             | 15              |
| 2013 | Ég á líf            |                    | Örlygur Smári, Pétur Guðmundsson                                                       | Eyþór Ingi Gunnlaugsson                     |                                                                             | 20              |
| 2012 | Mundu eftir mér     | Never Forget       | Greta Salóme                                                                           | Greta Salóme och Jónsi                      |                                                                             | 20              |
| 2011 | Aftur heim          | Coming Home        | Sigurjón Brink och Þórunn Erna Clausen                                                 | Vinir Sjonna                                |                                                                             | 20              |
| 2010 |                     | Je ne sais quoi    | Örlygur Smári och Hera Björk                                                           | Hera Björk                                  |                                                                             | 19              |
| 2009 |                     | Is It True?        | Óskar Páll Sveinsson                                                                   | Jóhanna Guðrún Jónsdóttir                   |                                                                             | 2               |
| 2008 | Fullkomið líf       | This is my life    | Örlygur Smári                                                                          | Friðrik Ómar och Regína Ósk                 |                                                                             | 14              |
| 2007 | Ég les í lófa þínum | Valentine Lost     | Sveinn Rúnar Sigurðsson, Kristján Hreinsson                                            | Eiríkur Hauksson                            |                                                                             | 13              |
| 2006 | Til hamingju Ísland | Congratulations    | Ágústa Eva Erlendsdóttir, Gaukur Úlfarsson, Þorvaldur Bjarni Þorvaldsson               | Silvía Nótt                                 |                                                                             | 13              |
| 2005 |                     | If I had your love | Þorvaldur Bjarni Þorvaldsson, Vignir Snær Vigfússon                                    | Selma Björnsdóttir                          | Ingen uttagning hölls, RÚV valde representant                               | 13              |
| 2004 |                     | Heaven             | Sveinn Rúnar Sigurðsson, Magnús Þór Sigmundsson                                        | Jón Jósep Snæbjörnsson                      | Ingen uttagning hölls, RÚV valde representant                               | 19              |
| 2003 | Segðu mér allt      | Open your heart    | Hallgrímur Óskarsson                                                                   | Birgitta Haukdal                            |                                                                             | 8               |
| 2001 | Birta               | Angel              | Einar Bárðarson och Magnús Þór Sigmundsson                                             | Two Tricky                                  |                                                                             | 22              |
| 2000 | Hvert sem er        | Tell me!           | Örlygur Smári och Sigurður Örn Jónsson                                                 | Telma Ágústsdóttir och Einar Ágúst Víðisson |                                                                             | 12              |
| 1999 |                     | All out of luck    | Selma Björnsdóttir, Sveinbjörn I. Baldvinsson och Þorvaldur Bjarni Þorvaldsson         | Selma Björnsdóttir                          | Ingen uttagning hölls, RÚV valde representant                               | 2               |
| 1997 | Minn hinsti dans    |                    | Páll Óskar Hjálmtýsson och Trausti Haraldsson                                          | Páll Óskar Hjálmtýsson                      | Ingen uttagning hölls, RÚV valde representant                               | 20              |
| 1996 | Sjúbídú             |                    | Anna Mjöll Ólafsdóttir och Ólafur Gaukur Þórhallsson                                   | Anna Mjöll Ólafsdóttir                      | Ingen uttagning hölls, RÚV valde representant                               | 13              |
| 1995 | Núna                |                    | Björgvin Halldórsson, Ed Welch och Jón Örn Marinósson                                  | Björgvin Halldórsson                        | Ingen uttagning hölls, RÚV valde representant                               | 15              |
| 1994 | Nætur               |                    | Friðrik Karlsson och Stefán Hilmarsson                                                 | Sigríður Beinteinsdóttir                    |                                                                             | 12              |
| 1993 | Þá veistu svarið    |                    | Jon Kjell Seljeseth och Friðrik Sturluson                                              | Ingibjörg Stefánsdóttir                     |                                                                             | 13              |
| 1992 | Nei eða já          |                    | Friðrik Karlsson, Grétar Örvarsson och Stefán Hilmarsson                               | Heart 2 Heart                               |                                                                             | 7               |
| 1991 | Nína                |                    | Eyjólfur Kristjánsson                                                                  | Eyjólfur Kristjánsson och Stefán Hilmarsson |                                                                             | 15              |
| 1990 | Eitt lag enn        |                    | Aðalsteinn Ásberg Sigurðsson och Hörður G. Ólafsson                                    | Stjórnin                                    |                                                                             | 4               |
| 1989 | Það sem enginn sér  |                    | Valgeir Guðjónsson                                                                     | Daníel Ágúst Haraldsson                     |                                                                             | 22              |
| 1988 | Sókrates            |                    | Sverrir Stormsker                                                                      | Stefán Hilmarsson och Sverrir Stormsker     |                                                                             | 16              |
| 1987 | Hægt og hljótt      |                    | Valgeir Guðjónsson                                                                     | Halla Margrét                               |                                                                             | 16              |
| 1986 | Gleðibankinn        |                    | Magnús Eiríksson                                                                       | ICY                                         |                                                                             | 16              |
| 1983 |                     |                    |                                                                                        | Sigríður Gröndal                            | Nationell tävling i folkmusik, ingen uttagning till Eurovision Song Contest |                 |
| 1981 | Af litlum neista    |                    | Guðmundur Ingólfsson                                                                   | Pálmi Gunnarsson                            | Ingen uttagning till Eurovision Song Contest                                |                 |

### Översättning
Den här artikeln är helt eller delvis baserad på material från isländska Wikipedia.